# دردار برشاوشاني الأوراق
دردار برشاوشاني الأوراق (الاسم العلمي:Ulmus adiantifolia) هو نوع غير مؤكد من النباتات يتبع جنس الدردار من الفصيلة الدردارية. سمي هذا النوع نسبة لنبات البرشاوشان.